# Кельбаджарський район
Кельбаджарський район (азерб. Kəlbəcər rayonu) — адміністративно-територіальна одиниця в західній частині Азербайджану. Адміністративний центр — місто Кельбаджар.
До 25 листопада 2020 року значна частина району була під контролем так званої Нагірно-Карабаської Республіки, який вони включили у склад Шаумянівського району.

## Географія
Територія Кельбаджарський району розташована на висотах 1500-3800] метрів над рівнем моря в долині річки Тертер в межах Малого Кавказу.
Природні кордону району утворюють хребти. Найвища точка району — гора Гямиш (вершина Муровдага) — 3724,6 м.
Річка Тертер бере початок у Кельбаджарському районі. На крайньому заході, на кордоні з Вірменією, на висоті 2800 метрів над рівнем моря розташоване озеро Великий Алагель.
В адміністративних межах 1991 року, що утворилися після скасування Азербайджаном Нагірно-Карабахської автономної області і передачі частини Агдерінского району до складу Кельбаджарського району, Кельбаджарський район став найбільшою за площею адміністративно-територіальною одиницею Азербайджану.

## Населені пункти
- Абдуллаушаги
- Агдабан
- Хандзадзор
- Алликенд
- Алмалик
- Алолар
- Атерк
- Ашаги Айрим
- Башкенд
- Вахуас
- Ванк
- Ванклив
- Гюзейчіркін
- Джомарт
- Дрмбон
- Зар
- Зардахач
- Зуар
- Імереті-Геревенд
- Істісу
- Камишли
- Караджанли
- Кельбаджар
- Кільсялі
- Кнараван
- Колатак
- Кочогот
- Кушюваси
- Лачин
- Мерджімек
- Мехман
- Мозкенд
- Наджафалилар
- Оруджлу
- Отагли
- Союкбулак
- Сусузлуг
- Нор Манашид
- Чайкенд
- Чапаре
- Чаректар
- Чобанкерахмез
- Шаплар
- Ельясалилар
- Юхари Айрим